# Stazione di Graz Centrale
La stazione di Graz Centrale (in tedesco Graz Hbf) è la stazione ferroviaria principale della città austriaca di Graz.

## Storia
Il 21 ottobre 1844 fu inaugurata la linea ferroviaria Graz-Mürzzuschlag e con essa la Südbahnhof di Graz, allora nota come Stationsplatz Graz, che fu completata nel 1847. Il primo fabbricato viaggiatori fu progettato dall'architetto Moritz von Loehr. Negli anni Sessanta del XIX secolo, la Südbahn passò in possesso della Kkp Südbahngesellschaft.
Con la ripresa economica, la stazione ferroviaria risultò essere troppo piccola. Tra il 1871 e il 1876 fu quindi costruito un ampliamento in stile storicista sotto la guida dell'architetto Wilhelm von Flattich; l'edificio precedente fu demolito nel 1878. L'illuminazione elettrica parziale delle strutture della stazione fu introdotta nel luglio 1900, seguita dall'illuminazione elettrica completa il 27 aprile 1914. Il 1º aprile 1913 la stazione fu rinominata con il nome attuale.
Nel 1924 le Ferrovie Federali Austriache (BBÖ) assunsero la gestione della Südbahn e con essa anche la stazione di Graz. L'edificio della seconda stazione fu così gravemente danneggiato durante la seconda guerra mondiale che dovette essere demolito. Fu indetto un concorso per la riprogettazione dell'edificio, vinto dall'architetto Wilhelm Aduatz. L'edificio fu completato nella primavera del 1956.
L'atrio è tuttora conservato ed è un edificio classificato. Da allora, la stazione è stata ricostruita e ampliata diverse volte, l'ultima delle quali nel 2016 nell'ambito del progetto Graz Hauptbahnhof 2020, in cui la stazione è stata ampliata e modernizzata per renderla al 100% priva di barriere architettoniche. Nel 2001, l'atrio è stato chiuso da due ali laterali in vetro che formano una galleria commerciale. In precedenza, sul piazzale nord era stato costruito un hotel Ibis con un supermercato.